# George Tenet
George John Tenet (sinh ngày 5 tháng 1 năm 1953) là cựu Giám đốc Tình báo Trung ương (DCI) cho Cơ quan Tình báo Trung ương Hoa Kỳ cũng như một Giáo sư Xuất sắc về Thực hành Ngoại giao tại Đại học Georgetown.
Tenet giữ vị trí DCI từ tháng 7 năm 1997 đến tháng 7 năm 2004, khiến ông trở thành giám đốc phục vụ lâu thứ hai trong lịch sử của cơ quan, sau Allen Welsh Dulles, cũng như một trong số ít các DCI phục vụ dưới thời hai tổng thống Mỹ chống đối chính trị các bên. Ông đóng vai trò quan trọng trong việc giám sát tình báo đằng sau chiến tranh Iraq. Báo cáo của Tổng thanh tra năm 2005 cho thấy Tenet "chịu trách nhiệm cuối cùng" đối với việc cộng đồng tình báo Hoa Kỳ không thể phát triển kế hoạch kiểm soát al Qaeda trong thời gian tới 9/11. 
Vào tháng 2 năm 2008, ông trở thành giám đốc điều hành tại ngân hàng đầu tư Allen & Company.